# François Audouy
 (juin 2016).
Si vous disposez d'ouvrages ou d'articles de référence ou si vous connaissez des sites web de qualité traitant du thème abordé ici, merci de compléter l'article en donnant les références utiles à sa vérifiabilité et en les liant à la section « Notes et références ».
François Audouy, né le 17 juin 1974 à Toulouse, est un chef décorateur et directeur artistique franco-américain.
Il a travaillé notamment comme directeur artistique pour les réalisateurs Michael Bay, Tim Burton, Martin Campbell, Robert Redford, James Mangold, Zack Snyder, et Steven Spielberg.

## Biographie
Audouy est né à Toulouse, en France, d'un père français et d'une mère anglaise. Il a déménagé en Californie du Sud à l'âge de six ans après le divorce de ses parents et le remariage de sa mère.

## Filmographie
Sauf indication contraire, les informations mentionnées dans cette section peuvent être confirmées par la base de données cinématographiques IMDb,  présente dans la section « Liens externes ».

### Chef décorateur
- 2012 : Abraham Lincoln : Chasseur de vampires (Abraham Lincoln: Vampire Hunter de Timur Bekmambetov
- 2013 : Wolverine : Le Combat de l'immortel (The Wolverine) de James Mangold
- 2014 : Dracula Untold de Gary Shore
- 2017 : Logan de James Mangold
- 2019 : Le Mans 66 (Ford v. Ferrari) de James Mangold
- 2023 : Air de Ben Affleck
- 2024 : Un parfait inconnu (A Complete Unknown) de James Mangold

### Directeur artistique
- 2005 : Charlie et la Chocolaterie (Charlie and the Chocolate Factory) de Tim Burton
- 2007 : Lions et Agneaux (Lions for Lambs) de Robert Redford
- 2007 : Transformers de Michael Bay
- 2009 : Watchmen : Les Gardiens (Watchmen) de Zack Snyder (superviseur)
- 2011 : Green Lantern de Martin Campbell

### Autres
- 1996 : Mars Attacks!de Tim Burton (designer graphique, non crédité)
- 1997 : Men in Black de Barry Sonnenfeld (illustrateur, non crédité)
- 1998 : Primary Colors de Mike Nichols
- 1999 : Wild Wild West de Barry Sonnenfeld (illustrateur)
- 1999 : Hantise (The Haunting) de Jan de Bont (illustrateur)
- 2000 : Raccroche ! (Hanging Up) de Diane Keaton (illustrateur)
- 2000 : De quelle planète viens-tu ? ( What Planet Are You From?) de Mike Nichols (illustrateur, non crédité)
- 2000 : À l'aube du sixième jour (Le Sixième Jour) de Roger Spottiswoode (illustrateur)
- 2001 : Pearl Harbor de Michael Bay (illustrateur graphique)
- 2002 : Spider-Man de Sam Raimi (directeur artistique assistant)
- 2002 : Minority Report de Steven Spielberg (illustrateur, non crédité)
- 2002 : Men in Black 2 de Barry Sonnenfeld (directeur artistique assistant)
- 2002 : Le Cercle (The Ring) de Gore Verbinski
- 2003 : Le Chat chapeauté (The Cat in the Hat) de Bo Welch (directeur artistique assistant)
- 2004 : Le Terminal (The Terminal) de Steven Spielberg (designer graphique superviseur)
- 2004 : Spider-Man 2 de Sam Raimi (designer graphique, non crédité)
- 2005 : Le Monde de Narnia : Le Lion, la Sorcière blanche et l'Armoire magique (The Chronicles of Narnia: The Lion, the Witch and the Wardrobe) d'Andrew Adamson (illustrateur, non crédité)
- 2006 : Miami Vice : Deux Flics à Miami de Michael Mann (illustrateur)
- 2007 : Zodiac de David Fincher (illustrateur)
- 2007 : Je suis une légende (I am Legend) de Francis Lawrence (illustrateur concept)
- 2007 : La Guerre selon Charlie Wilson (Charlie Wilson's War) de Mike Nichols (illustrateur concept, non crédité)
- 2009 : Avatar de James Cameron (illustrateur concept, non crédité)
- 2011 : Mission : Noël, Les Aventures de la famille Noël (Arthur Christmas) de Sarah Smith (concept design)
- 2015 : Jurassic World de Colin Trevorrow (illustrateur concept)
- 2017 : The Greatest Showman de Michael Gracey (chef décorateur de l'équipe additionnelle)
- 2018 : Alpha d'Albert Hughes (chef décorateur de l'équipe additionnelle)
- 2021 : Godzilla vs Kong d'Adam Wingard (chef décorateur de l'équipe additionnelle)
- 2021 : SOS Fantômes : L'Héritage (Ghostbusters: Afterlife) de Jason Reitman (architecte à la décoration)
- 2022 : clip de Sweetest Pie de Megan Thee Stallion & Dua Lipa, réalisé par Dave Meyers (consultant artistique)

## Distinctions

### Prix de la Guilde des Directeurs Artistiques
| Year | Project                                | Type         | Category                               | Result     | Notes                |
| ---- | -------------------------------------- | ------------ | -------------------------------------- | ---------- | -------------------- |
| 2024 | Apple MacBook Pro: Scary Fast          | publicité    | Excellence dans les publicités         | Lauréat    |                      |
| 2023 | Just Eat: Did Somebody Say             | publicité    | Excellence dans les publicités         | Nomination |                      |
| 2023 | Bud Lite Seltzer: Land of Loud Flavors | publicité    | Excellence dans les publicités         | Nomination |                      |
| 2022 | Apple Music: Happier Than Ever         | Publicité    | Excellence dans les publicités         | Lauréat    |                      |
| 2022 | SOS Fantômes : L'Héritage              | Long métrage | Excellence dans le cinéma fantastique  | Nomination |                      |
| 2022 | Ed Sheeran: Shivers                    | Vidéoclip    | Excellence dans les vidéoclips         | Nomination |                      |
| 2022 | Pink: All I Know So Far                | Vidéoclip    | Excellence dans les vidéoclips         | Nomination |                      |
| 2022 | Coldplay + BTS: My Universe            | Vidéoclip    | Excellence dans les vidéoclips         | Nomination |                      |
| 2022 | Neom: Made to Change                   | Publicité    | Excellence dans les publicités         | Nomination |                      |
| 2021 | Harry Styles: Falling                  | Vidéoclip    | L'excellence en format court           | Lauréat    |                      |
| 2021 | Camila Cabello: My Oh My               | Vidéoclip    | L'excellence en format court           | Nomination |                      |
| 2020 | Le Mans 66                             | Long métrage | Excellence dans le cinéma d’époque     | Nomination |                      |
| 2018 | Logan                                  | Long métrage | Excellence dans le cinéma contemporain | Lauréat    |                      |
| 2006 | Charlie et la Chocolate Factory        | Long métrage | Film d’époque ou fantastique           | Nomination | Directeur artistique |

### Prix Satellite
| Year | Project    | Category                                                   | Result     |
| ---- | ---------- | ---------------------------------------------------------- | ---------- |
| 2020 | Le Mans 66 | Meilleure direction artistique et conception de production | Nomination |